# Amparo
Amparo este un oraș în Paraíba (PB), Brazilia.